# 宋汉章

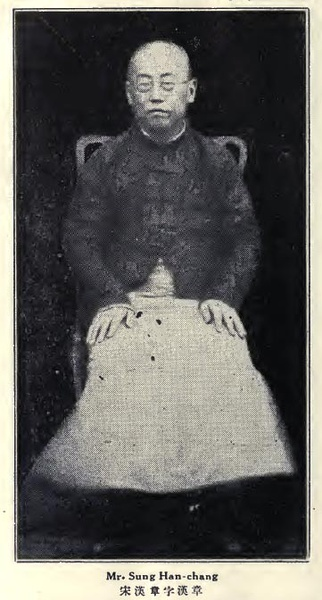

宋汉章（1872年4月6日—1968年10月），中国近代杰出金融家，中国银行奠基人之一。原名鲁，浙江余姚浒塘朗霞人，生于福建建宁。宋汉章一生淡泊名利，热心社会公益事业，执上海经济之枢纽而一贯奉公廉洁，是为当时金融界之楷模。

## 生平

### 早年
宋汉章于1872年4月6日（清光绪十一年二月二九日）生于福建建宁。宋汉章父亲宋世槐在福建办理盐务，并经营木材业，后一家回故乡余姚城定居。宋世槐曾出力创建上海电报局。宋汉章在家中排行第二，早年入读余姚乡里私塾，后随父亲到上海，入读中西书院。1889年，中西书院毕业后，任上海电报局会计，并在夜校学习英语。1895年，考取上海海关，任上海海关关员。

### 中年
宋拥护变法，当戊戌变法失败后遭清朝政府通缉，流亡香港、澳门，后回到上海。1900年，宋入中国通商银行，任“跑楼”，因精熟中西金融业务，才干被器重。
1906年，任大清户部银行北京储蓄部业务主持。1908年，大清户部银行改组为大清银行，宋遂被委任为大清银行上海分行经理。1912年，民国政府成立，成立中国银行，宋被委任为上海分行协理，1913年任经理。
1915年12月，袁世凯图谋复辟帝制，不得人心，后又妄图调用中国银行、交通银行储备金，以外购买军火，准备内战，引起金融动荡，掀起兑换狂潮。北洋政府急令中、交两行强制停止兑现，封存银元。中国银行上海分行经理宋汉章与副经理张嘉璈坚拒北洋政府停兑令，并联合多家银行应付金融风潮并安定人心，获舆论赞扬。1916年，上海总商会推选宋为会长。1918年，上海银行公会成立，宋当选为首届会长，辞未就。
20世纪早期上海外汇市场均由外国银行把持，每年国家要损失巨额外汇。为争取权益，宋积极开拓外汇市场。1919年，中国银行始经营外汇业务，并与欧美列强银行签订代理合同，并在纽约、大阪等地成立分支机构。为培养本国外汇人才，宋特主持沪行派人员到国外学习。1928年10月，中国银行改被组为政府特许的外汇银行，分支机构遍及欧洲、南北美洲及东南亚各地，打破了外资银行的垄断。 
1922年，上海总商会改选，宋汉章被选为正理事长。为维护上海租界内华人权益，宋汉章、谢永森、穆湘玥、余日章、陈辉德等5人成立了上海公共租界工部局华人顾问五人委员会。1925年五卅惨案后，五人集体辞职。
1927年3月，北伐军抵达上海，蒋介石多次责令上海商界筹措军饷军资，遭宋的抵制。

### 晚年
花甲之年的宋汉章有感洋商垄断中国保险业，提议并创设中国保险公司，并被推为董事长。
1949年，上海被中国人民解放军佔領前夕，宋打算留在上海。1950年，赴美国，1951年，赴巴西定居。中華人民共和國成立後，中国银行在北京召开第一届董监会，宋亲自写了委托书委托郑铁如代表出席，并被选为新中国银行的董事。1962年，故乡余姚发生水灾，宋回国探望，后转道香港，并于1968年10月逝世于香港，享年97岁。

### 任职
- 光绪年间，任上海大清银行经理。
- 1912年，中国银行创立时，任上海中国银行首任经理。
- 1930年，创办中国保险公司，兼任董事长。
- 1935年，任中国银行总行常务董事兼总经理，后改任董事长。
- 上海总商会会长
- 上海银行工会首届会长
- 上海公共租界首席华人委员
- 中国银行常務董事

## 延伸阅读
[在维基数据编辑]
 《海上名人傳·宋漢章》，出自《海上名人傳》